# コンスタンサ・デ・アラゴン・イ・ナバラ
コンスタンサ・デ・アラゴン・イ・ナバラ（Constanza de Aragón y Navarra, 1343年 - 1363年7月18日）は、シチリア王フェデリーコ3世の最初の妃。アラゴン王ペドロ4世と最初の妃マリア・デ・ナバラの娘。イタリア名はコスタンツァ・ダラゴーナ（Costanza d'Aragona）。
1361年にフェデリーコ3世と結婚したが、1女マリアをもうけて間もなく、1363年に早世した。
フェデリーコ3世はその後、1372年にアントーニア・デル・バルツォと再婚したが、子供はなかった。一人娘マリアは幼くして王位を継ぎ、後にコンスタンサの異母弟であるアラゴン王マルティン1世の息子・若マルティン（マルティーノ1世）と結婚して共同君主とした。